# Championnat du Mexique de football américain 2016
Navigation
Édition suivante
Le championnat du Mexique de football américain 2016 est la 1re édition du championnat professionnel organisé par la Liga de Fútbol Americano.
Cette première saison est disputée par 4 équipes, 3 issues de Mexico et 1 de l'État de Mexico.
Le 21 février le match d’ouverture a lieu à l’Estadio Jesús Martínez "Palillo" entre les Raptors et les Mayas, ces derniers l'emportant 34 à 6.
Les Mayas dirigés par l'entraîneur principal Ernesto Alfaro deviennent les premiers champions du Mexique après avoir vaincu les Raptors lors du Tazón México I sur le score de 29 à 13.

## Équipes participantes
| Équipe               | Entraîneur       | Ville             | Stade                    | Capacité |
| -------------------- | ---------------- | ----------------- | ------------------------ | -------- |
| Condors de Mexico    | Enrique Zapata   | Mexico            | Jesús Martínez "Palillo" | 6,000    |
| Eagles de Mexico     | Antonio Sandoval | Mexico            | Jesús Martínez "Palillo" | 6,000    |
| Mayas de Mexico      | Ernesto Alfaro   | Mexico            | Jesús Martínez "Palillo" | 6,000    |
| Raptors de Naucalpan | Rafael Duk       | Naucalpan, Mexico | Jesús Martínez "Palillo" | 6,000    |

## Système de championnat
Au cours de la saison régulière, chaque équipe affronte deux fois chacune des autres équipes. Étant donné que toutes les équipes ont leur siège à l’Estadio Jesús Martínez "Palillo" de la cité sportive de La Magdalena Mixiuhca, le visiteur et l'équipe à domicile ne sont que symboliques.
À la fin de la saison régulière, les deux équipes les mieux classées se rencontrent lors du Tazón México I.

## Saison régulière
| Date       | Heure   | Local   | Résultat | Visiteur |
| ---------- | ------- | ------- | -------- | -------- |
| 21 février | 11 h 0  | Raptors | 6-34     | Mayas    |
| 21 février | 15 h 30 | Condors | 30-28    | Eagles   |

| Date       | Heure   | Local  | Résultat | Visiteur |
| ---------- | ------- | ------ | -------- | -------- |
| 28 février | 11 h 0  | Mayas  | 45-14    | Condors  |
| 28 février | 15 h 30 | Eagles | 29-27    | Raptors  |

| Date   | Heure   | Local   | Résultat | Visiteur |
| ------ | ------- | ------- | -------- | -------- |
| 6 mars | 11 h 0  | Mayas   | 33-26    | Eagles   |
| 6 mars | 15 h 30 | Condors | 34-40    | Raptors  |

| Date    | Heure   | Local  | Résultat | Visiteur |
| ------- | ------- | ------ | -------- | -------- |
| 13 mars | 11 h 0  | Mayas  | 9-13     | Raptors  |
| 13 mars | 15 h 30 | Eagles | 19-0     | Condors  |

| Date    | Heure   | Local   | Résultat | Visiteur |
| ------- | ------- | ------- | -------- | -------- |
| 20 mars | 11 h 0  | Raptors | 33-12    | Eagles   |
| 20 mars | 15 h 30 | Condors | 18-21    | Mayas    |

| Date    | Heure   | Local   | Résultat | Visiteur |
| ------- | ------- | ------- | -------- | -------- |
| 3 avril | 11 h 0  | Raptors | 20-6     | Condors  |
| 3 avril | 15 h 30 | Eagles  | 22-16    | Mayas    |

### Le classement
| Pos | Équipe               | MJ | MG | MP | MN | PP  | PC  | Diff |
| --- | -------------------- | -- | -- | -- | -- | --- | --- | ---- |
| 1   | Mayas de Mexico      | 6  | 4  | 2  | 0  | 158 | 99  | 59   |
| 2   | Raptors de Naucalpan | 6  | 4  | 2  | 0  | 139 | 124 | 15   |
| 3   | Eagles de Mexico     | 6  | 3  | 3  | 0  | 136 | 139 | -3   |
| 4   | Condors de Mexico    | 6  | 1  | 5  | 0  | 102 | 173 | -71  |

## Tazón México I
Les Mayas deviennent les champions de la première édition du championnat du Mexique de football américain grâce à sa victoire sur les Raptors 29 à 13 lors du Tazón Mexico disputé à l'Estadio Jesús Martínez "Palillo" de Mexico devant 3 000 fans.
Le match est marqué par des erreurs et des pénalités commises par la défense des Raptors. L'attaque de la même équipe commet quatre turnovers (deux passes interceptées et deux fumbles) ce qui leur coûte 19 points.
Avec trois réceptions pour 53 yards dont deux pour un touchdown, le WR Josué Martínez des Mayas est choisi comme MVP du match.
| Temps           | Description des actions                                                                                            | Score MA-RA | Score MA-RA |
| --------------- | --- | ----------- | ----------- |
| 1er Quart-temps | |             |             |
| 07:25           | TD à la course de 1 yard par Omar Cojolum (PAT de Mauricio Morales)                                                | MAY         | 07-0        |
| 02:35           | FG de 26 yardd de Mauricio Morales                                                                                 | MAY         | 10-0        |
| 2e Quart-temps  | |             |             |
| 01:54           | TD de 5 yards à la suite d'une passe de Marco García pour Josúe Martínez, (PAT de Mauricio Morales)                | MAY         | 17-0        |
| 00:00           | TD de 2 yards à la suite d'une passe de Víctor Martínez pour Enrique Barraza (PAT manqué de Enrique Barraza)       | RAP         | 17-06       |
| 3e Quart-temps  | |             |             |
| 14:10           | TD à la course de 72 yards de Omar Cojolum (PAT manqué de Mauricio Morales)                                        | MAY         | 23-06       |
| 07:11           | TD de 33 yards à la suite d'une passe de Marco García pour Josúe Martínez (PAT manqué de Mauricio Morales)         | MAY         | 29-06       |
| 4e Quart-temps  | |             |             |
| 10:04           | TD à la suite d'un fumble des Mayas, récupération et course de 12 yards par Sergio Flores (PAT de Enrique Barraza) | RAP         | 29-13       |